# Хехстберг
Хехстберг (њем. Höchstberg) општина је у њемачкој савезној држави Рајна-Палатинат. Једно је од 109 општинских средишта округа Вулканајфел. Према процјени из 2010. у општини је живјело 342 становника. Посједује регионалну шифру (AGS) 7233215.

## Географски и демографски подаци
Хехстберг се налази у савезној држави Рајна-Палатинат у округу Вулканајфел. Општина се налази на надморској висини од 516 метара. Површина општине износи 4,8 km². У самом мјесту је, према процјени из 2010. године, живјело 342 становника. Просјечна густина становништва износи 71 становника/km².